# 杜瑞芝
杜瑞芝（1913年—2012年11月22日），山西榆社人。中国农业学家，被杜润生喻为担纲领航的农口（指中央农研室）的“四路诸侯”之一：“南杜”。1937年10月参加八路军，1938年1月加入中国共产党。1956-1966年先后任佛山地委第二书记、第一书记。先后任广东省农委副主任、主任，中共惠阳地委代理书记；1980年5月起任广东省委常委兼省农委主任；1985年7月任广东省委顾问委员会副主任，1991年离休。杜瑞芝是中共十二大代表。